# Umbra et Imago
Umbra et Imago (în latină „umbră și imagine”) e o formație germană de gothic metal și Neue Deutsche Härte, înființată în toamna anului 1991.